# Psychotria rufiramea
Psychotria rufiramea är en måreväxtart som beskrevs av Paul Carpenter Standley. Psychotria rufiramea ingår i släktet Psychotria och familjen måreväxter. Inga underarter finns listade i Catalogue of Life.